# 대전대덕우체국
대전대덕우체국은 대전광역시 대덕구 전역을 관할하는 충청지방우정청 소속 우체국이다.

## 기본 정보
- 우편번호: 34301
- 주소: 대전광역시 대덕구 문평동로 16

## 연혁
- 1996년 8월 1일: 대전대덕우체국 개국 (2과 9계)
- 1997년 10월 1일: 대통령령 제 15460호에 의거 편제 개편 (3과 1실)
- 2001년 9월 20일: 대전영광우편취급소 폐국[1]
- 2001년 10월 22일: 대전비래동우편취급소를 대덕구 비래동 174에서 비래동 102-41로 이전[2]
- 2002년 8월 1일: 대전새여울우편취급소 개국[3]
- 2010년 1월 1일: 충청체신청 현업관서의 설치 등에 관한 세칙 제 509호에 의거 편제 개편(4과 1실)
- 2014년 7월 4일: 한남대학교우체국 폐국[4]
- 2014년 7월 7일: 한남대학교우편취급국 개국[4]
- 2015년 7월 20일: 우편구역을 다음과 같이 고시[5]

| 배달국         | 배달구역      | 구역번호            |
| -------------- | ------------- | ------------------- |
| 대전대덕우체국 | 대덕구 전지역 | 34300 ~ 34443 34445 |

- 2016년 12월 30일: 대전봉촌우편취급국 폐국[6]
- 2017년 10월 1일: 중리아파트 재건축으로 인해 중리아파트우편취급국을 중리북로 42 복합상가 102호에서 중리서로 17로 이전 및 대전중리서로우편취급국으로 명칭 변경[7]
- 2017년 12월 29일: 임대차 계약 만료로 인해 대전비래동우편취급국을 대덕구 비래서로 23에서 우암로 464 로 이전[8]
- 2018년 1월 19일: 신협사무실 이전으로 인해 대전새뜸우편취급국을 대덕구 한밭대로 998에서 한밭대로 986으로 이전[8]
- 2018년 3월 30일: 대전읍내동우편취급국 폐국[9]

## 관할 우체국
| 우체국명               | 주소                                                     | 비고                                                       |
| ---------------------- | -------------------------------------------------------- | ---------------------------------------------------------- |
| 대전대청우편취급국     | 대전광역시 대덕구 신탄진로 778(신탄진동)                 |                                                            |
| 대전대화동우체국       | 대전광역시 대덕구 대화로 67 (대화동)                     |                                                            |
| 대전덕암동우체국       | 대전광역시 대덕구 덕암로 157 (덕암동)                    |                                                            |
| 대전법동우체국         | 대전광역시 대덕구 동춘당로 183 (법동)                    |                                                            |
| 대전봉촌우편취급국     | 대전광역시 대덕구 대전로1033번길 41 (오정동)             | 2016년 12월 30일 폐국                                      |
| 대전비래동우편취급국   | 대전광역시 대덕구 우암로 464 (비래동)                    | 2001년 10월 22일 이전 2017년 12월 29일 현위치로 이전       |
| 대전새뜸우편취급국     | 대전광역시 대덕구 한밭대로 986(오정동)                   | 2018년 1월 19일 현위치로 이전                              |
| 대전새여울우편취급국   | 대전광역시 대덕구 대화로 160 (대화동, 산업용재유통상가)  | 2002년 8월 1일 신설                                        |
| 대전송촌동우체국       | 대전광역시 대덕구 동춘당로 61 (송촌동)                   |                                                            |
| 대전영광우편취급소     | 대전광역시 대덕구 신대동 366-4                           | 2001년 9월 20일 폐국                                       |
| 대전영진우편취급국     | 대전광역시 대덕구 아리랑로 211 (법동,영진아파트)         |                                                            |
| 대전오정동우체국       | 대전광역시 대덕구 대전로 1095 (오정동)                   |                                                            |
| 대전읍내동우편취급국   | 대전광역시 대덕구 대전로 1387 (읍내동, 읍내동우편취급국) | 2018년 3월 30일 폐국                                       |
| 대전중리동우편취급국   | 대전광역시 대덕구 홍도로119번길 6 (중리동)               |                                                            |
| 대전중리서로우편취급국 | 대전광역시 대덕구 중리서로 17 (중리동)                   | 2017년 10월 1일 중리아파트우편취급국에서 명칭 변경 및 이전 |
| 신탄진우체국           | 대전광역시 대덕구 대덕대로 1591-1(석봉동)                |                                                            |
| 장동우편취급국         | 대전광역시 대덕구 장동로 263-2 (장동)                    |                                                            |
| 한남대학교우체국       | 대전광역시 대덕구 한남로 70                              | 2014년 7월 4일 폐국                                        |
| 한남대학교우편취급국   | 대전광역시 대덕구 한남로 70 (오정동, 한남대학교)         | 2014년 7월 7일 신설                                        |
| 회덕우체국             | 대전광역시 대덕구 신탄진로254번길 7 (와동)               |                                                            |

## 조직
- 경영지도실
- 지원과
- 우편물류과
  - 집배팀
    - 비래골팀
    - 한마음팀
    - 새여울팀
    - 오정골팀
- 영업과
  - 고객지원실
- 소포영업과